# Josse Bade

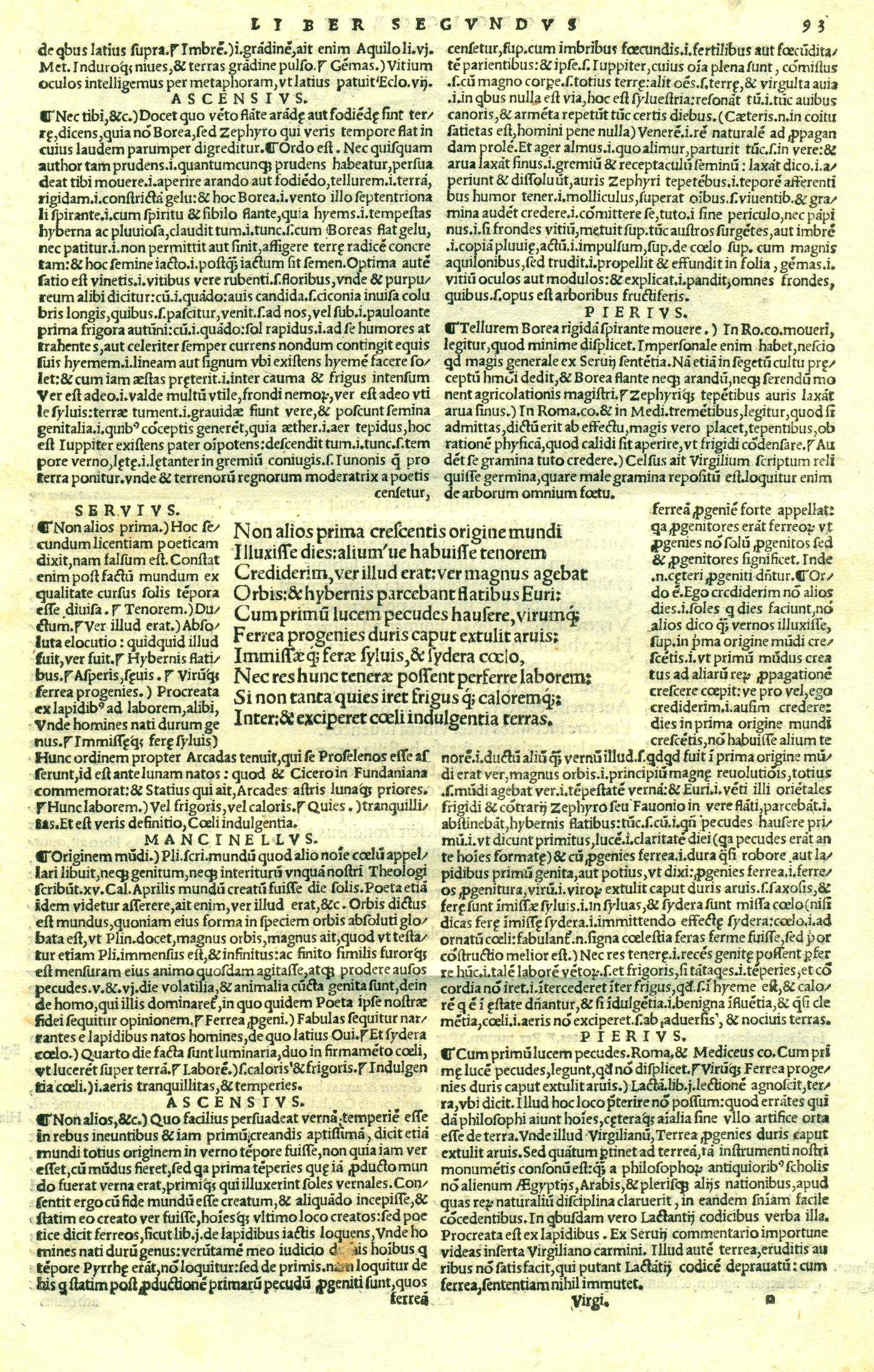
Bucolica, Georgica, et Aeneis, Servii Mauri Honorati & Aelii Donati commentariis illustrata (Basilea 1544) con glosas de Badius rodeando al texto comentado

Josse Bade (Gante, 1462 - 1535, nombre latinizado: Jodocus Badius) fue un impresor originario de los Países Bajos Borgoñones que desarrolló su trabajo en Francia.
Estudió Gramática y Literatura en Lyon, y fue corrector y consejero literario junto a los primeros editores de la ciudad de 1492 a 1498. Trabajó al principio para Gaspard Trechsel ayudándole a publicar una edición de las Comedias de Terencio. Colaboró también con Étienne Gueynard y Simon Vincent.
Posteriormente va a París y con la ayuda de Jean Petit funda, hacia el año 1500, una imprenta de la que saldrán numerosas ediciones valiosas. Gran humanista, publica él mismo algunos escritos, entre otros Navicula stultarum mulierum, hecha el año 1500. Fue, entre otros, editor de uno de los últimos incunables más buscados: La nef des folles. Tuvo por yernos a Robert Estienne (casado con Perrette Bade), Jean de Roigny y Michel Vascosan. Su hijo Conrad Bade fue también impresor.
Comentó a Virgilio: Opera Virgiliana cum decem commentis dicte et familiariter exposita. Fue amigo y trabajó conjuntamente con Roberto Gaguin.